# ميخائيل كيليان
ميخائيل كيليان (بالألمانية: Michael Kilian)‏ هو قاضي ألماني، ولد في 13 فبراير 1949 في غايزلينغن آن در اشتايغه في ألمانيا.